# John Riggins
Pro Football Hall of Fame 1992
(en) Statistiques sur pro-football-reference
Robert John Riggins, parfois surnommé The Diesel, né le 4 août 1949 à Seneca dans le Kansas, est un joueur américain de football américain ayant évolué au poste de running back en National Football League.
Au cours de sa carrière, il a joué pour les Jets de New York et les Redskins de Washington, avec lesquels il a décroché le Super Bowl XVII, match où il a été nommé MVP. Il a été introduit en 1992 au Pro Football Hall of Fame, récompensant les 11 352 yards et 104 touchdowns inscrits au cours d'une carrière de presque 15 ans.

## Biographie

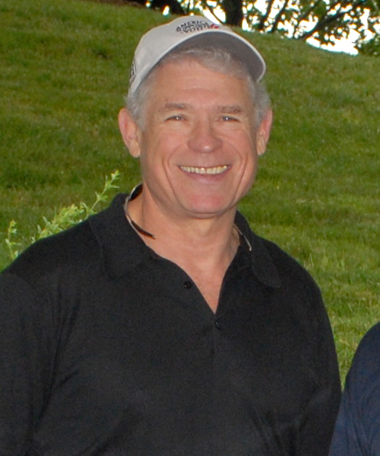

### Avec lesJets de New York(1971-1975)
Sélectionné au 1er tour de la Draft 1971 par les Jets de New York, il s'impose vite comme un titulaire pour son équipe, et termine la saison 1971 comme meilleur coureur et receveur de son équipe. Malgré quelques blessures qui l'empêchent de pouvoir se présenter à tous les matchs, il s'améliore encore et parcourt 944 yards dès sa deuxième saison, en 1972. À l'issue de la 1975, il devient même le premier Jets à courir pour plus de 1 000 yards sur une saison, ce qui lui permet d'être invité à son premier et unique Pro Bowl.

### Avec lesRedskins de Washington(1976-1985)
Il signe en 1976 avec les Redskins de Washington. Ses premières saisons sont compliquées, signant seulement un peu plus de 500 yards en 1976, et ratant la majeure partie de la saison 1977 à cause d'une blessure au genou. Néanmoins, à son retour dès la saison suivante, il réalise la meilleure saison de sa carrière en courant pour 1 014 yards. Performance qu'il améliore dès 1979 en parcourant 1 153 yards. Il se révèle alors être une pièce importante du dispositif offensif Redskins.
Néanmoins, à l'occasion des camps d'entraînement d'été préparant la saison 1980, il se brouille avec la direction de l'équipe, qui refuse de remanier son contrat. Il décide alors de n'assister à aucun entraînement et s'exclu de fait de l'équipe durant toute l'année 1980. Il faut attendre l'arrivée d'un nouvel entraîneur-chef la saison suivante, Joe Gibbs, pour qu'il revienne au sein de l'équipe.
Il redémarre doucement en ne signant que 714 yards en 1981, pour tout de même 13 touchdowns. S'ensuit la folle saison 1982. Cette saison est particulière dans la mesure où elle mettait en place un fonctionnement unique de deux grandes conférences, pour répondre à une grève prolongée en début de saison. Ainsi, la saison régulière s'est limitée à seulement 9 rencontres, avant de mettre en place quatre tours de play-offs. Au cours de cette saison spéciale, John Riggins signe le bilan médiocre de 553 yards pour seulement 3 touchdowns. Néanmoins, son équipe signe un bilan de 8-1 et est qualifiée. Là, il réalise la performance unique et encore inégalée de parcourir plus de 100 yards à chacun de ses quatre matchs de play-offs. Il est ainsi l'un des acteurs majeurs de la victoire de son équipe au Super Bowl XVII, au cours duquel il parcourt 166 yards et inscrit un touchdown, ce qui lui vaut d'être désigné MVP du Super Bowl. Les 610 yards parcourus à l'occasion de ces play-offs, soit plus qu'au cours de sa saison régulière, sont encore aujourd'hui un record inégalé.
À l'occasion de la saison 1983, ces très bonnes performances continuent. Devenu l'acteur offensif majeur de son équipe, il brise une foule de records de l'époque en terminant cette saison sur le bilan excellent de 1 347 yards et 24 touchdowns, un record qui ne sera battu que par Marshall Faulk en 2000. Il mène ainsi son équipe au bilan de 14 victoires contre 2 défaites sur la saison, puis jusqu'au Super Bowl XVIII contre les Raiders de Los Angeles. Néanmoins, il ne court que pour 64 yards et son équipe s'incline 38-9.
La saison 1984 lui donne encore l'occasion de briller, en signant 1 239 yards et 14 touchdowns, bilan encore exceptionnel, particulièrement pour un joueur de 35 ans. Néanmoins, l'âge le rattrape, et des douleurs au niveau du dos notamment font qu'il n'est plus titularisé à tous les matchs au cours de la saison 1985, à l'issue de laquelle il préfère prendre sa retraite.

## Retraite
Il a été nommé dans l'équipe NFL de la décennie 1980.
Sa longue carrière émaillée de statistiques de qualité et de records et l'importance de son implication dans la réussite connue par les Redskins durant le début de la décennie, participant à une victoire au Super Bowl XVII où il est nommé MVP du match et à une apparition au Super Bowl XVIII, expliquent qu'il ait été introduit au Pro Football Hall of Fame en 1992.